# Constrictotermes
Constrictotermes es un género de termitas  perteneciente a la familia Termitidae que tiene las siguientes especies:

## Especies
1. Constrictotermes cacaoensis
2. Constrictotermes cavifrons
3. Constrictotermes cyphergaster
4. Constrictotermes guantanamensis
5. Constrictotermes latinotus
6. Constrictotermes rupestris